# Frederick Gough (4e baron Calthorpe)
Frederick Gough, 4e baron Calthorpe (14 juin 1790 - 2 mai 1868), de Elvetham Hall, Hartley Wintney, Hampshire, est un pair britannique et un député. 

## Biographie

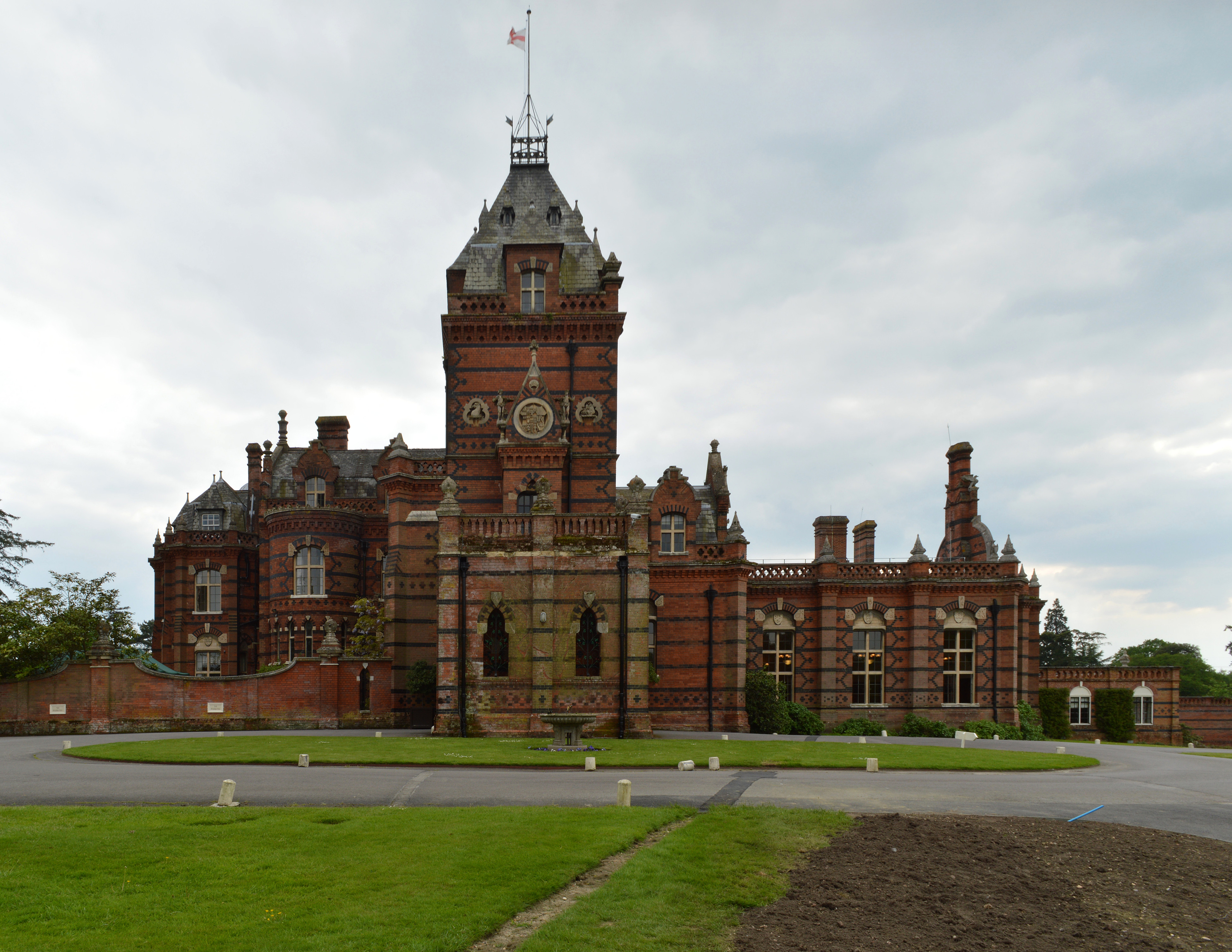
Elvetham Hall, Hampshire

Il est le 4e fils de Henry Gough-Calthorpe (1er baron Calthorpe), et succède à ses frères aînés, devenant le 4e baron en 1851. 
Il est élu député pour Hindon en 1818 et occupe ce siège jusqu'en 1826. Il est ensuite élu député de Bramber de 1826 à 1831. En 1845, il change son nom de famille avec une licence royale de Gough-Calthorpe à Gough. Il est nommé haut-shérif du Staffordshire de 1848 à 1849 (la famille est également propriétaire de Perry Hall à Perry Barr, puis à Staffordshire). 
Il est décédé en 1868. En 1823, il épouse Charlotte Sophia Somerset, fille de Henry Somerset (6e duc de Beaufort), et a quatre fils et six filles. Son fils aîné, Frederick Gough-Calthorpe (5e baron Calthorpe), lui succède. 